# Tempo de Romance
Tempo de Romance é um álbum de estúdio da dupla sertaneja brasileira Chitãozinho & Xororó, lançado em 26 de setembro de 2020 pela gravadora Onda Musical. No meio de tantos singles lançado entre maio e setembro de 2020, sendo Imagina a mais recente, foi lançado, finalmente, o EP, também como um comemorativo de 50 anos de carreira da dupla já que, com essa pandemia da COVID-19, eles não puderam celebrar os 50 anos, do jeito que planejavam, e adiaram para 2021.
Em 2021, venceu o Grammy Latino de Melhor Álbum de Música Sertaneja.

## Sobre o álbum

### Como foi feito
Haveria turnê pelo Brasil com show inédito e também haveria livro, entre outros produtos e eventos comemorativos. Na prática, somente o EP Tempo de Romance – lançado nesta sexta-feira, 25 de setembro – acabou sendo concretizado no rastro de algumas lives da dupla.
Ainda assim, as cinco gravações do disco sintetizam os caminhos percorridos por Chitãozinho & Xororó nestas cinco décadas em trajetória atrelada às mudanças da música sertaneja. Iniciado no alvorecer da década de 1970, o paulatino processo de urbanização do som sertanejo passa necessariamente pelas vozes desses irmãos que logo aderiram à eletrificação do gênero.
O último trabalho deles, que veio junto com o álbum, foi Imagina, lançado no mesmo dia do álbum.
“Ficamos muito felizes com a oportunidade de lançar essa música no projeto. Ela foi lançada pelo nosso parceiro José Augusto em 2014, e desde então nos encantou; estávamos procurando o momento certo para gravar. Produzimos com muito carinho, pensando em nossos fãs”, conta Chitãozinho.

“Estamos animados com esse lançamento, vem exatamente de encontro com a temática do EP. É uma moda para cantar junto, se identificar com a história e se emocionar. Esperamos que o público curta bastante”, completa Xororó.

### Lista de faixas
| N.º            | Título                                                    | Compositor(es)                                                                                 | Duração |  |
| 1.             | "Nosso Terceiro Cachorro"                                 | Hudson, Xororó, Vitor Cadorini, Alex Torricelli                                                | 4:09    |  |
| 2.             | "Voltei Pro Mato"                                         | Xororó, Elias Mafra, Gabriel Rocha, Leandro Visacre, Lucas Carvalho, Luigi, Willian Dos Santos | 3:23    |  |
| 3.             | "Corações Rebeldes"                                       | Jairinho Delgado                                                                               | 3:11    |  |
| 4.             | "Página Virada" (participação especial de Naiara Azevedo) | José Augusto, Paulo Sérgio Valle                                                               | 4:27    |  |
| 5.             | "Imagina"                                                 | Bruno Caliman, José Augusto                                                                    | 3:47    |  |
| Duração total: | Duração total:                                            | Duração total:                                                                                 | 53:30   |  |